# Mały Stawek
Mały Stawek – niewielki, naturalny, praktycznie stały zbiornik wodny w masywie Babiej Góry w Beskidzie Żywieckim. Jeden z mniejszych stawków babiogórskich. 

## Położenie
Stawek leży na północnych stokach masywu babiogórskiego, na północ od przełęczy Brona, na wysokości 1298 m n.p.m., nieco poniżej górnej granicy lasu. Położony jest w obszarze źródliskowym Markowego Potoku, formalnie już na zboczach Małej Babiej Góry, na zachód od miejsca zwanego Biwakiem Zapałowicza.
Koło Małego Stawku zaczynała się kiedyś (obecnie już całkowicie zarośnięta i trudna do identyfikacji) perć, trawersująca północne stoki Małej Babiej Góry, używana przez zbójników i poszukiwaczy skarbów. Obecnie nieco na wschód od stawku przebiega czerwono znakowany szlak turystyczny z Markowych Szczawin na szczyt Babiej Góry.

## Pochodzenie
Mały Stawek jest typowym jeziorkiem osuwiskowym. Powstał przez uszczelnienie drobnym materiałem mineralnym i wypełnienie wodą niewielkiej niszy osuwiskowej.

## Hydrologia
Powierzchnia stawku wynosi ok. 30 m², a jego głębokość ok. 0,3 m. Prawdopodobnie dzięki zasilaniu stawku wodą z drobnych wysięków na zboczach niszy osuwiskowej wahania stanu jego wód w ciągu roku są nieznaczne.